# Leptopelis xenodactylus
Leptopelis xenodactylus es una especie de anfibios de la familia Arthroleptidae.
Habita en el sudeste de Sudáfrica y, quizá, en Lesoto.
Su hábitat natural incluye praderas, pantanos, marismas de agua fresca y corrientes intermitentes de agua.
Está amenazada de extinción por la pérdida de su hábitat natural.